# Jotus karllagerfeldi
Jotus karllagerfeldi ist eine in Australien vorkommende Webspinne (Araneae) aus der Familie der Springspinnen (Salticidae). Die Erstbeschreiber widmeten die Art dem Modeschöpfer Karl Lagerfeld.

## Merkmale
Die Männchen von Jotus karllagerfeldi erreichen eine Länge von etwa fünf Millimetern. Das Prosoma ist 2,8 mm lang und 2,1 mm breit. Der Carapax ist schwarz und mit sandigen hellbraunen Haaren versehen Die Augenpartie der vier Augen ist schwarz bestäubt und von weißen Haaren umgeben. Auch der Clypeus ist mit langen weißen Haaren bedeckt. Die Beine und Tastorgane sind abwechselnd schwarz und weiß gefärbt.
Die Merkmale der Weibchen sind unbekannt.

## Ähnliche Arten
Im Vergleich zu anderen Vertretern der Gattung Jotus, die mehrfarbige Gliedmaße zeigen, besteht deren  Zeichnung bei Jotus karllagerfeldi nur aus schwarzen und weißen Färbungen.

## Verbreitung und Lebensraum
Die wenigen bis zur Erstbeschreibung im Jahr 2019 gefundenen Exemplare waren ausschließlich Männchen und stammten aus der Gegend von Dalby in Queensland. Weitere Nachsuchungen sind erforderlich, um das Verbreitungsgebiet und die Lebensräume der Art genauer beschreiben zu können.

## Lebensweise
Wie auch andere Vertreter der Springspinnen webt Jotus karllagerfeldi keine Netze, sondern überwältigt Beutetiere (meist Insekten) durch Überraschungsangriffe mittels kurzer Sprünge. Detaillierte Angaben zur Lebensweise der Art liegen noch nicht vor.

## Trivia
Die Erstbeschreiber widmeten die Art dem Modeschöpfer Karl Lagerfeld. Die großen schwarzen Augen der Spinne bildeten eine Assoziation zu Lagerfelds Sonnenbrille und die weiße Behaarung der Spinne zu seinem typischen Kentkragen. Auch die schwarzen Beinglieder der Spinne erinnerten die Beschreiber an die Handschuhe, die Lagerfeld trug. Jotus karllagerfeldi reiht sich damit in eine Serie von Spinnen ein, die prominenten Persönlichkeiten gewidmet wurde, dazu gehören u. a. Aptostichus barackobamai, Otacilia loriot, Paradonea presleyi und Aphonopelma johnnycashi.